# Krążowniki rakietowe typu Belknap
Krążowniki rakietowe typu Belknap – amerykańskie krążowniki rakietowe które do służby w US Navy zaczęły wchodzić w 1964. Zbudowano 9 okrętów tego typu, z których ostatni został wycofany ze służby w 1995.

## Historia
Prace nad serią okrętów które początkowo były klasyfikowane jako fregaty rakietowe rozpoczęły się pod koniec 50. W 1961 kongres wyraził zgodę na budowę 9 okrętów typu Belknap. W 1962 zamówiono 10 jednostkę i zdecydowano, że siódmy okręt z serii zostanie przebudowany na jednostkę o napędzie atomowym. Po reformie klasyfikacji okrętów okręty tego typu zaczęto klasyfikować jako krążowniki rakietowe. 
Już na początku lat sześćdziesiątych rozpoczęto budowę krążowników rakietowych typu Belknap. Budowę pierwszego okrętu tego typu oznaczonego jako USS "Belknap" (CG-26) rozpoczęto 5 lutego 1962 roku w stoczni Works Iron Wanny w  Maine.

## Zbudowane okręty
| Nazwa Oznaczenie taktyczne           | Stocznia                      | Położenie stępki | Wodowanie            | Włączenie do służby |
| USS Belknap CG-26/DLG-26             | Works Iron Wanny Maine        | 5 lutego 1962    | 20 czerwca 1963      | 7 listopada 1964    |
| USS Josephus Daniels CG-27/DLG-27    | Yard Navy Sound Puget Seattle | 23 kwietnia 1962 | 2 października 1963  | 8 maja 1965         |
| USS Wainwright CG-28/DLG-28          | Works Iron Wanny Maine        | 2 czerwca 1962   | 25 kwietnia 1964     | 8 stycznia 1966     |
| USS Jouett CG-29/DLG-29              | Yard Navy Sound Puget Seattle | 25 września 1962 | 30 lipca 1964        | 3 grudnia 1966      |
| USS Horne CG-30/DLG-30               | Naval Yard San Francisco      | 12 grudnia 1962  | 30 października 1964 | 15 kwietnia 1967    |
| USS Sterett CG-31/DLG-31             | Yard Navy Sound Puget Seattle | 25 września 1962 | 30 czerwca 1964      | 8 kwietnia 1967     |
| USS William H. Standley CG-32/DLG-32 | Works Iron Wanny Maine        | 29 czerwca 1963  | 19 grudnia 1964      | 9 czerwca 1966      |
| USS Fox CG-33/DLG-33                 | Shipbuilding Todd Seattle     | 15 stycznia 1963 | 21 listopada 1964    | 28 maja 1966        |
| USS Biddle CG-34/DLG-34              | Works Iron Wanny Maine        | 9 grudnia 1963   | 2 lipca 1965         | 21 stycznia 1967    |
| ------------------------------------ | ----------------------------- | ---------------- | -------------------- | ------------------- |

Wszystkie krążowniki rakietowe typu Belknap włączono do US Navy, w latach dziewięćdziesiątych wycofane do rezerwy.
- Dodatkowe wyposażenie:
  - radar do przeszukiwani przestrzeni powietrznej Raytheon SPS49
  - 2 radary do kierowania ogniem Sperry SPG55B
  - sonar typu SQS23